# Ingegneri (Alien)
Gli Ingegneri (Engineers) sono un'immaginaria specie aliena dell'universo fantascientifico di Alien. Sono un'antichissima specie di extraterrestri apparsi per la prima volta nel film Alien e poi in alcuni fumetti e videogiochi del franchise, ritornando con una storia più dettagliata come antagonisti principali nel film prequel di Alien, Prometheus.
In Alien, ambientato nel primo XXII secolo, viene scoperto un esemplare fossilizzato di tale specie in una nave abbandonata sul pianeta LV-426, che contiene l'uovo da cui nasce lo Xenomorfo. In Prometheus, ambientato nel 2089, viene rivelato che la specie di colossali umanoidi pallidi avrebbe giocato un ruolo nella genesi sia dell'umanità che degli Xenomorfi.

## Ideazione

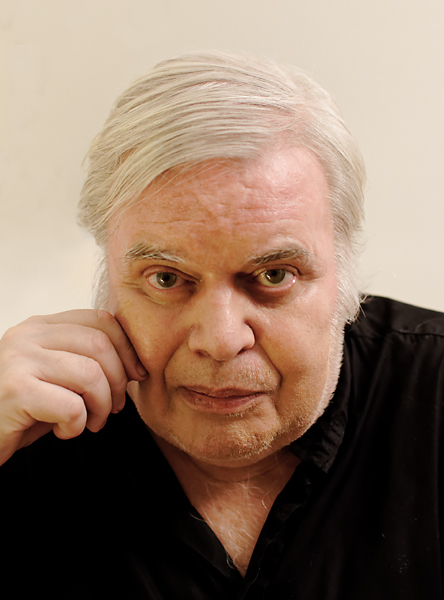
Hans Ruedi Giger, l'artista che disegnò "il pilota"

### Debutto
(Ash)
Il primo ingegnere e la sua nave abbandonata visti in Alien furono frutto dell'immaginazione dell'artista surrealista Hans Ruedi Giger, assunto per disegnarli, dopo che gli schizzi di Ron Cobb furono giudicati "troppo razionali". Ispirato dalle istruzioni del regista Ridley Scott, che desiderava una nave aliena quale struttura disumana, Giger concepì la nave come un'entità "coltivata", invece che costruita, così Scott accettò immediatamente il primo schizzo.
A causa delle pressioni dei direttori della 20th Century Fox, la presenza di un pilota rischiò di mancare, in quanto credevano che la scena in cui appariva sarebbe stata economicamente proibitiva. Scott non cedette, insistendo che la scena fosse importante per definire il film come una proiezione di qualità, al di sopra di un semplice film di serie B. Il pilota e la sua sedia vennero fabbricati attorno a una struttura in acciaio e legno, con i dettagli realizzati attraverso tubature, stampi di plastica, polistirolo e gesso. La scultura completa misurava otto metri di lunghezza, e venne montata su un anello girevole, così che potesse essere rapidamente girata per poterla filmare da diverse prospettive.
Non fece un'altra apparizione cinematografica fino a Aliens vs. Predator 2, in cui il suo casco viene brevemente mostrato nella sala dei trofei degli Yautja.

### InPrometheus
(Elizabeth Shaw in Prometheus)
Ridley Scott rivelò in un'intervista che si era sempre stupito che i sequel di Alien non avessero mai esplorato le origini del pilota. Da questo gli venne l'intuizione dell'idea iniziale del film Prometheus. Confidò inoltre che immaginava la nave vista in Alien come un trasportatore di armamenti, sotto forma delle uova, e che lo "scheletro" del pilota fosse in realtà una tuta. Trasse inoltre ispirazione dal libro Gli extraterrestri torneranno di Erich von Däniken, in cui la creazione dell'umanità venne ipotizzata essere opera di extraterrestri. In un'ulteriore intervista, Scott disse che concepì gli Ingegneri come analoghi agli angeli caduti del Paradiso perduto, poema di John Milton, e suggerì che l'ostilità che dimostravano verso l'umanità fosse dovuta alla morte di Gesù, possibile loro emissario.
L'artista Neville Page venne incaricato da Scott di disegnare gli Ingegneri con le fattezze degli dèi greco-romani, utilizzando come punti di riferimento la Statua della Libertà, il David di Michelangelo ed Elvis Presley. Per l'Ingegnere seminudo della scena iniziale, furono adoperati 27 pezzi separati di silicone disposti sul corpo del modello Daniel James. Per enfatizzare l'antichità della specie e il suo apparente ruolo nella genesi umana, Scott incaricò il professor di linguistica Anil Biltoo di scrivere dialoghi in protoindoeuropeo, ma con una fonetica semplificata.

### Nome
Quando disegnò il pilota fossilizzato di Alien, Giger lo chiamò semplicemente "The Pilot", in italiano, "Il Pilota". Il nome "Space Jockey", in italiano, "Fantino spaziale", gli venne dato durante la produzione del film Alien. Ridley Scott ha dichiarato in un'intervista di non avere idea di chi fu a battezzare così la creatura. Nel romanzo Aliens: Original Sin, ci si riferisce a questa razza aliena come i Mala'kak.

## Apparizioni

### Alien(1979)
L'equipaggio della nave stellare Nostromo intercetta un SOS proveniente dal satellite LV-426, dove scopre una nave aliena abbandonata contenente un cadavere fossilizzato di Ingegnere con il torace perforato dall'interno. Un'ulteriore indagine nella nave rivela la presenza d'una covata di uova di Xenomorfo, che risulta nell'infezione di un membro dell'equipaggio.

### Prometheus(2012)
Milioni di anni prima degli eventi del film, un Ingegnere beve un misterioso liquido nero, cominciando a disgregarsi e cadendo in una cascata, scatenando una reazione che porterà alla creazione di forme di vita primitive. Nel 2093, la nave scientifica Prometheus si reca sulla luna LV-223, seguendo le coordinate stellari rinvenute dalle scritture di varie culture antiche terrestri non collegate, in base all'ipotesi che siano un invito da parte degli Ingegneri responsabili della creazione dell'umanità. Viene scoperta una base di Ingegneri contenente numerosi cadaveri e dei contenitori pieni di fluido nero mutageno. David, un androide, prende un contenitore, di nascosto dagli altri membri dell'equipaggio, e lo analizza in solitudine. Si scopre così, che il pianeta in cui si trovano, non è il luogo d'origine degli Ingegneri, ma un laboratorio dove hanno effettuato numerosi test su armi di distruzione di massa. In seguito a numerose morti dovute alle creature nate dal fluido, un Ingegnere superstite viene risvegliato dalla sua criostasi da Peter Weyland, il capo della Weyland Corporation, che era sulla nave all'insaputa di parte dell'equipaggio, e che vuole chiedergli l'immortalità. L'alieno, furioso, lo uccide, per poi riattivare la sua nave e recarsi verso la Terra allo scopo di distruggerla. La nave viene abbattuta dal Prometheus, e l'Ingegnere, mentre tenta di uccidere Elizabeth Shaw, l'unica superstite dell'equipaggio, viene assalito ed infettato da uno dei mostri nati dal fluido. Mentre Shaw prende possesso della nave aliena assieme a David per cercare il pianeta d'origine degli Ingegneri, dall'alieno contaminato rimasto sul pianeta nasce una creatura dai tratti Xenomorfi. Shaw comprende che nonostante siano stati gli Ingegneri a contribuire a generare la razza umana, in seguito hanno cercato di distruggerla e intende sapere perché hanno cambiato idea e li odino così tanto.

### Alien: Covenant(2017)
Nel 2104 una squadra della nave colonizzatrice Covenant si reca su un pianeta mai esplorato dall'uomo a seguito di un misterioso messaggio di indubbia origine umana. Questo era forse il pianeta degli Ingegneri, verso il quale era diretta la nave della Shaw alla fine del film Prometheus. Durante un flashback si scopre che gli abitanti, che appaiono in realtà molto più arretrati rispetto agli Ingegneri, furono sterminati da un deliberato rilascio di liquido nero sulla loro metropoli da parte dell'androide David alla guida della nave. Questo fatto ha causato la totale e quasi immediata estinzione, sia degli abitanti del pianeta, che di ogni altra singola forma di vita animale. Ciò tuttavia, dimostra che nemmeno tale pianeta è quello d'origine degli ingegneri. Durante il film si scopre che David aveva ucciso anche la Shaw, usandone il corpo per degli esperimenti, nonché quelli di vari abitanti del pianeta. L'evento rese il corpo celeste una trappola mortale per chiunque: su di esso sono presenti baccelli le cui spore veicolano il liquido nero nel corpo della ignara vittima, causandone la morte tramite la formazione di un terrificante parassita predatore generato dalle cellule chiamato Neomorfo. Il finale aperto del film fa capire che sulla nave Covenant si è imbarcato anche un passeggero clandestino...

### Altre apparizioni
- Nel romanzo di Alien scritto da Alan Dean Foster la creatura fossile non appare. Ash descrive la razza degli Space Jockey come un popolo nobile, nutrendo la speranza che l'umanità li possa incontrare in circostanze più piacevoli. Dichiara anche che erano più grandi, più forti e forse più intelligenti degli esseri umani. Il romanzamento di Foster afferma che il fantino stava cercando di mettere in guardia gli umani dagli alieni. Ovviamente, Ash ha anche dimostrato di essere una figura intenzionalmente ingannevole nella storia, e questa novità è diversa in molti punti del film finale, poiché si basava su una bozza leggermente precedente rispetto a quella già girata.
- Nel fumetto Aliens di Mark Verheiden fa la sua comparsa uno Space Jockey. Sembra essere un personaggio positivo, perché aiuta i protagonisti a fuggire dal pianeta degli Xenomorfi; ma in seguito viene rivelato che lo Space Jockey intende eliminare o ridurre in schiavitù l'intero genere umano e conquistare la Terra una volta che avrà eliminato tutti gli Xenomorfi esistenti.
- Nel fumetto Aliens: The Alien, lo stesso Jockey del fumetto di Verheiden viene mostrato orbitare attorno alla Terra a bordo della sua astronave. La creatura verrà in seguito assassinata durante un incontro con il presidente degli Stati Uniti ed i suoi consiglieri.
- Nel romanzo Aliens. Il nido sulla Terra, di Steve Perry, viene indicato che i Jockey sono dei collezionisti perché raccolgono le uova degli Xenomorfi.
- Nel romanzo Aliens: Original Sin, di Michael Jan Friedman, questa razza aliena viene indicata come i Mala'kak, scoprendo che, da oltre 200 anni, i governi della Terra erano segretamente in contatto con loro, e che con loro avevano istituito un'organizzazione segreta chiamata Loki al fine di scambiarsi informazioni sugli Xenomorfi.
- Nel fumetto Aliens: Apocalisse - Gli angeli della distruzione viene rivelato che gli Xenomorfi hanno causato l'estinzione della razza dei Jockey 1,6 miliardi di anni fa. Inoltre nel fumetto fa la sua comparsa un gigantesco Xenomorfo nato da un Jockey.
- Nel romanzamento di Alien Covenant di Alan Dean Foster, si conferma nuovamente che gli Ingegneri sono i creatori sia dell’umanità che degli Xenomorfi. In particolare, David 8 con i suoi esperimenti si sarebbe limitato ad "imitare" i risultati degli Ingegneri, ottenendo Trilobiti, Diaconi e Xenormorfi solamente simili a quelli originari, ma non egualmente perfetti.